# Andrzej Noras
Andrzej Jan Noras (ur. 6 sierpnia 1960 w Lędzinach, zm. 4 grudnia 2020) – polski filozof, specjalizujący się w filozofii niemieckiej, historii filozofii nowożytnej i współczesnej; nauczyciel akademicki związany z uczelniami w Katowicach.

## Życiorys
Urodził się w 1960 roku. Po ukończeniu kolejno szkoły podstawowej oraz średniej i pomyślnie zdanym egzaminie maturalnym podjął studia na kierunku filozofia na Akademii Teologii Katolickiej w Warszawie, ukończone w 1986 roku magisterium. Pracę magisterską pt. Stosunek istoty i istnienia w „Zur Grundlegung der Ontologie” Nicolaia Hartmanna napisał pod kierunkiem prof. Mieczysława Gogacza. Stopień naukowy doktora nauk humanistycznych w zakresie filozofii uzyskał na Katolickim Uniwersytecie Lubelskim w 1993 roku na podstawie rozprawy nt. Nicolaia Hartmanna koncepcja wolności woli, której promotorem był prof. Jerzy Gałkowski. W 2001 roku Rada Wydziału Nauk Społecznych Uniwersytetu Śląskiego nadała mu stopień naukowy doktora habilitowanego nauk humanistycznych w zakresie filozofii o specjalności historia filozofii, na podstawie monografii pt. Kant a neokantyzm badeński i marburski. W 2008 roku prezydent Polski Lech Kaczyński nadał mu tytuł profesora nauk humanistycznych.
Zawodowo związany był z katowickimi szkołami wyższymi. Na Uniwersytecie Śląskim był kierownikiem Zakładu Historii Filozofii Nowożytnej i Współczesnej oraz Podyplomowych Studiów z Filozofii i Etyki przy Instytucie Filozofii. W latach 2012–2016 pełnił funkcję prodziekana ds. nauki Wydziału Nauk Społecznych, w latach 2016–2020 był prorektorem Uniwersytetu Śląskiego ds. badań naukowych. Ponadto pracował jako profesor nadzwyczajny w Katedrze Humanistycznych Podstaw Kultury Fizycznej na Wydziale Wychowania Fizycznego Akademii Wychowania Fizycznego im. Jerzego Kukuczki w Katowicach. Przez pewien czas wykładał w Katedrze Nauk Społecznych na Wydziale Humanistycznym Wyższej Szkoły Zarządzania Marketingowego i Języków Obcych w Katowicach.
Był aktywnym członkiem kilku towarzystw naukowych: Polskiego Towarzystwa Fenomenologicznego oraz Polskiego Towarzystwa Filozofii Systematycznej. Ponadto zasiadał w Radzie Redakcyjnej czasopisma „Idea. Studia nad strukturą i rozwojem pojęć filozoficznych”.
Zmarł 4 grudnia 2020 roku na COVID-19 w czasie światowej pandemii tej choroby.